# Paraplatoides christopheri
Paraplatoides christopheri là một loài nhện trong họ Salticidae.
Loài này thuộc chi Paraplatoides. Paraplatoides christopheri được Marek Żabka miêu tả năm 1992.